# Kim Hoorweg
Kim Petra Hoorweg (Utrecht, 9 december 1992) is een Nederlandse jazzzangeres.

## Biografie
Hoorweg verhuisde al snel na haar geboorte van Utrecht naar Rotterdam. Op jonge leeftijd begon zij met cellolessen. Ze ging naar school op de Havo voor Muziek en Dans. Op twaalfjarige leeftijd kwam zij dankzij haar vader, pianist Erwin Hoorweg, in contact met Trijntje Oosterhuis. Kim Hoorweg raakte op deze manier geïnspireerd door jazz. Vanaf dat moment nam zij zanglessen.

### Albums

#### 2007: Kim Is Back
Op veertienjarige leeftijd kreeg Hoorweg een platencontract aangeboden bij Universal Music. Daarmee was ze de jongste vrouwelijke artiest op Verve Records, het jazzlabel van het bedrijf. In 2007 verscheen haar debuut-cd Kim Is Back, waarna ze optredens gaf op het North Sea Jazz Festival, met Trijntje Oosterhuis in de Heineken Music Hall en bij het Metropole Orkest.

#### 2009: My Recipe for a Happy Life
Het tweede album van Hoorweg kwam uit in 2009. Voor My Recipe for a Happy Life wist zij een aantal (inter)nationale jazzartiesten te strikken. Zo spelen op het album Prince-toetsenist Chance Howard, saxofonist Candy Dulfer, Trijntje Oosterhuis en Perquisite.

#### 2011: Why Don't You Do Right?
In juni 2011 tekende Hoorweg een contract bij Challenge Records om haar derde album, Why don't You Do Right, op te nemen, samen met The Houdini's. Het album bevat twaalf jazzstandards die eerder zijn uitgevoerd door Peggy Lee. De eerste single van het album is het eerste nummer van de cd, "Shady Lady Bird". Deze cd komt voort uit een theatertournee die Hoorweg met The Houdini's had gemaakt. De tournee Remember Peggy Lee bevat een aantal nummers van Peggy Lee, die uiteindelijk bij Challenge Records op cd werden uitgebracht.

#### 2022: Woe to the Wicked
Samen met Nadya van Osnabrugge vormde Kim Hoorweg het duo Vulva. In 2022 brachten ze hun debuutalbum Woe to the Wicked uit. Hoorweg speelt basgitaar op dit punkalbum.

### Projecten
Naast studioalbums heeft Hoorweg nog een aantal andere projecten. Zo treedt ze op met The Kimcompany, een band die bestaat uit acht Nederlandse muzikanten, onder leiding van Erwin Hoorweg. Met deze funk- en soul-jazzformatie stond ze onder andere op The Hague Jazz, IJsseljazz, Amersfoort Jazz, Jazz in Duketown en het Enschede International Jazzfestival. Een ander project is Back To The Roots, een samenwerking tussen haarzelf en Shirma Rouse, waarbij de twee teruggrijpen op het repertoire en de hits van Ella Fitzgerald en Aretha Franklin. Ook is Hoorweg een van de bedenkers van Bongomatik, een formatie die muziek maakt die een combinatie is van latin, pop en jazz. De bandleden zijn bekend doordat zij uit bands komen als Drums United, the Houdini’s, Nueva Manteca en Orkater, en de formatie werkt samen met muzikanten als Marco Borsato, Raul Midón, Trijntje Oosterhuis, Candy Dulfer en Gino Vannelli.

## Discografie

### Albums
| Album met eventuele hitnotering(en) in de Nederlandse Album Top 100 | Datum van verschijnen | Datum van binnenkomst | Hoogste positie | Aantal weken | Opmerkingen                           |
| ------------------------------------------------------------------- | --------------------- | --------------------- | --------------- | ------------ | ------------------------------------- |
| Kim Is Back                                                         | 2007                  | 02-06-2007            | 49              | 6            | Debuutalbum                           |
| My Recipe for a Happy Life                                          | 2009                  | 16-05-2009            | 67              | 1            |                                       |
| Why Don't You Do Right?                                             | 2011                  | 02-09-2011            | -               | -            | I.s.m. The Houdini's                  |
| 'Dedicated to You                                                   | 2012                  | 12-10-2012            | -               | -            | Samen met Shirma Rouse                |
| The Boulevard of Broken Dreams                                      | 2015                  | 01-11-2015            | -               | -            | I.s.m. Robin Nolan en Benjamin Herman |
| Untouchable                                                         | 2018                  |                       |                 |              | [ 4 ]                                 |